# Benjalipa
Benjalipa (Abu-Ben Muhammad ben Fair) fue un escritor hispano-árabe del siglo XII que publicó un catálogo de libros contenidos en las bibliotecas de España hasta el año 1141.